# Gymnoclasiopa bohemanni
Gymnoclasiopa bohemanni är en tvåvingeart som först beskrevs av Becker 1896.  Gymnoclasiopa bohemanni ingår i släktet Gymnoclasiopa, och familjen vattenflugor. Arten är reproducerande i Sverige.